# The Alan Parsons Project
The Alan Parsons Project fou un grup musical del Regne Unit, actiu entre el 1975 i el 1987, fundat per Alan Parsons i Eric Woolfson.

## Història
L'estiu de 1974, Alan Parsons va conèixer Eric Woolfson als estudis Abbey Road, on tots dos treballaven col·laborant amb altres grups. Mentre Parsons formava part, com a enginyer de so, del disc The Dark Side of the Moon de Pink Floyd, Woolfson havia començat a escriure unes cançons basades en l'obra d'Edgar Allan Poe.
Parsons va demanar a Woolfson que es convertís en el seu mànager, ja que ell havia decidit dedicar-se a la producció musical. Els èxits com a productor no van trigar gaire a arribar, però Alan se sentia molt frustrat, ja que començava a cansar-se d'haver de complaure els diferents interessos personals i musicals dels grups als que produïa.
Woolfson va recuperar el material que havia escrit sobre Poe i va oferir a Alan Parsons la possibilitat d'unir el talent de tots dos per a acabar de perfilar l'àlbum. Parsons seria l'enginyer de so i el productor de les cançons escrites per Eric Woolfson, i així va néixer el primer treball plegats. Va ser el mateix Eric Woolfson qui va oferir el material a la discogràfica 20th Century Records (actualment Universal) amb el nom actual del grup, The Alan Parsons Project, ja que va considerar que el prestigi acumulat d'Alan Parsons, que havia treballat amb The Beatles i els Pink Floyd, els donaria més resultat comercial. A la discogràfica li va convèncer la idea i el material, i d'aquí va sorgir el nom oficial del grup i el seu primer projecte, Tales of Mystery and Imagination. Poc després l'any 1976, van firmar el contracte amb la discogràfica, la qual se n'encarregaria de la distribució.
La popularitat del grup va anar augmentant amb el llançament al mercat dels seus treballs següents I Robot (1977), Pyramid (1978), Eve (1979), The Turn of a Friendly Card (1980) i amb l'èxit d'alguns singles com ara Games People Play i Time. Per a Pyramid, Alan Parsons va ésser doblement nominat als Grammy com a enginyer de so i com a productor. El mateix any, el 1978, tant Alan Parsons com Eric Woolfson es van traslladar a viure a Mònaco amb les seves respectives famílies i, de nou, Parsons va ser doblement nominat als Grammy de 1979 com a millor enginyer pel treball Eve i com a millor banda sonora per la pel·lícula Ice Castles (Castells de gel). L'any 1980, Philips va inventar el CD, un nou format que acabaria substituint l'LP, i l'empresa va utilitzar en nombroses demostracions del seu invent l'últim treball d'Alan Parsons Project, The Turn of a Friendly Card. El mateix any, Alan i Eric tornaren a viure a Londres i l'any següent, 1981, Alan Parsons rebia una altra nominació als Grammy com a millor enginyer per The Turn of a Friendly Card. Poc després, Eric Woolfson coneixia Harvey Jones, el president d'ICI (Imperial Chemical Industries), lloc en què Woolfson es va inspirar per al treball Ammonia Avenue.
Però el gran moment de The Alan Parsons Project va arribar amb la publicació del disc Eye in the Sky el 1982, possiblement el treball amb més èxit de la carrera del grup. El primer single del disc fou la cançó del mateix nom, Eye in the Sky, que arribà a la posició número 3 de la llista Billboard dels Estats Units. Un cop més, Alan Parsons va ésser nominat als Grammy com a millor enginyer de so. Dos anys després, el 1984, el grup treia al mercat el seu setè projecte, Ammonia Avenue, un treball més comercial que va resultar ser el segon disc més venut del grup i que era el primer àlbum que sortia a la venda en el nou format CD. El mateix any, la companyia Arista va llençar al mercat els anteriors projectes en el nou format, excepte Tales of Mystery and Imagination que era propietat de Universal.
Posteriorment, el grup completà tres treballs més, Vulture Culture (La cultura del voltor) (1985), Steorotomy (1986) i, finalment, Gaudi (1987). Don't Answer Me (No em responguis), el single principal d'Ammonia Avenue, van aconseguir una nominació als premis MTV com a millor cançó de l'any. Amb Steorotomy, el grup va aconseguir dues nominacions més als Grammy, una com a millor cançó instrumental gràcies a Where's the walrus? (On és la morsa?) i l'altra com a millor àlbum de l'any. Finalment, l'any 1987 el grup compongué Gaudi, que, sense ells saber-ho, seria el seu últim treball.
No eren conscients del seu final, perquè el mateix any ja tenien preparat nou material sobre el famós psicòleg Sigmund Freud. Eric Woolfson va proposar a Parsons que aquest nou material servís per a un musical de teatre, la gran passió de Woolfson, però Parsons no hi estava d'acord i finalment Alan només en va ser el productor mentre que els músics que venien col·laborant habitualment amb el grup van formar part de l'enregistrament del disc. Per això, l'àlbum Freudiana, com va ser titulat, es considera un treball "no oficial" de The Alan Parson Project però porta l'única firma d'Eric Woolfson.
Woolfson va decidir continuar amb els musicals i Alan, treballant ja en solitari, va decidir fer la primera gira mundial del grup amb els membres habituals.

## Membres
- Alan Parsons - Teclats, producció, enginyer de so
- Eric Woolfson - Teclats, producció executiva
- Andrew Powell - Teclats, orquestra
- Ian Bairnson - Guitarra
- Richard Cottle - Teclats, saxo

## Col·laboradors freqüents
- David Paton - Baix, veus
- Laurence Cottle - Baix
- Stuart Tosh - Bateria
- Stuart Elliott - Bateria
- Mel Collins - Saxo
- Lenny Zakatek - Veus
- John Miles - Veus
- Chris Rainbow - Veus
- Colin Blunstone - Veus
- Arthur Brown - Veus
- Graham Dye - Veus
- Steven Dye - Veus
- Steve Harley - Veus

## Discografia

### Àlbums
- Tales of Mystery and Imagination (1976)
- I Robot (1977)
- Pyramid (1978)
- Eve (1979)
- The Turn of a Friendly Card (1980). Aquesta peça està formada pels següents cinc subtítols, amb llur durada entre parèntesis 1. The Turn of a Friendly Card, Part 1 (2:44) 2. Snake Eyes (3:14) 3. The Ace of Swords (2:57) 4. Nothing Left to Lose (4:07) 5. The Turn of a Friendly Card, Part 2 (3:22). Les parts 1 i 5, tenen una relació melòdica clara. Comparteixen la mateixa lletra. Les parts 2,3 i 4 són autònomes musicalment. El sentit de la lletra d'aquestes cançons contribueix a argumentar el concepte de l'àlbum, les persones que senten la necessitat de jugar-se els diners a l'atzar, les seves circumstàncies, les temptacions, l'autoengany...[1]
- Eye in the Sky (1982)
- Ammonia Avenue (1984)
- Vulture Culture (1985)
- Stereotomy (1986)
- Gaudi (1987)
- Freudiana (1990)
- On Air (1996). Aquest àlbum conté 1 CD+1CD ROM.

### Recopilatoris
- The Best of the Alan Parsons Project (1983)
- The Best of the Alan Parsons Project, Vol. 2 (1987)
- Instrumental Works (1988)
- Pop Classics (1989)
- Anthology (1991)
- The Best of the Alan Parsons Project) (1992)
- The Very Best of: Live (1995)
- The Definitive Collection (1997)
- Gold Collection (1998)
- Master Hits: The Alan Parsons Project (1999)
- Love Songs (2002)
- Ultimate The Alan Parsons Project (2004)
- Silence & I: The Very Best of the Alan Parsons Project (2005)
- The Essential Alan Parsons Project (2007)